# Pauline Claessen
Pauline Claessen (19 augustus 1980) is een Nederlandse atlete uit Velp. Zij komt uit op de middellange en lange afstanden (1500 - marathon) en is lid van Nijmegen Atletiek.

## Biografie
Pauline Claessen deed als juniore aan hardlopen, maar was door gezondheidsproblemen genoodzaakt om te stoppen. Het lopen pakte ze opnieuw op in 2000. Eerst in Wageningen en later in Nijmegen waar ze ook studeerde. Onder leiding van Has van Cuijk verbeterde ze veel persoonlijke records en kreeg ze ook aansluiting bij de Nederlandse subtop. In 2004 won Claessen de Marikenloop, de jaren daarna de halve marathons van Hattem (2005) en Eindhoven (2006).
In 2007 ging ze trainen onder leiding van Tonnie Dirks wat resulteerde en in een tijd van 34.24,20 op de 10.000 m goed voor een zilveren medaille op het Nederlands kampioenschap. Dit was niet haar eerste eremetaal op een Nederlands kampioenschap, want twee jaar eerder won ze in Drunen op dezelfde afstand brons.
In 2011 liep nam ze als debutante deel aan de marathon van Utrecht. Deze wedstrijd werd onder warme omstandigheden gelopen. Nadat favoriete Mariska Kramer, die liep op een schema 2:34.00 uitstapte, finishte Claessen onverwachts als eerste vrouw. Dit ondanks het feit dat ze twee dagen eerder nog twijfelde of ze überhaupt aan de wedstrijd deel zou nemen in verband met haar enkelblessure. Een jaar later stond ze opnieuw op het podium bij deze wedstrijd, maar ditmaal bij de halve marathon.

## Persoonlijke records
Baan
| Onderdeel | Prestatie | Datum       | Plaats    |
| --------- | --------- | ----------- | --------- |
| 3000 m    | 9.35,95   | 1 juni 2007 | Apeldoorn |
| 5000 m    | 16.30,28  | 7 juli 2006 | Utrecht   |
| 10.000 m  | 34.24,20  | 17 mei 2007 | Utrecht   |

Weg
| Onderdeel      | Prestatie | Datum            | Plaats    |
| -------------- | --------- | ---------------- | --------- |
| 10 km          | 35.18     | 12 februari 2006 | Schoorl   |
| 15 km          | 53.51     | 20 november 2005 | Nijmegen  |
| halve marathon | 1:17.28   | 8 oktober 2006   | Eindhoven |
| marathon       | 2:42.14   | 25 februari 2018 | Sevilla   |

## Palmares

### 5000 m
- 2003: 5e NK in Amsterdam - 17.16,32
- 2004:  Speciale Palm Loopgala in Arnhem - 16.50,74
- 2004: 8e NK in Utrecht - 17.30,09
- 2005:  Tartletos Loopgala in Wageningen - 16.39,77
- 2006:  Tartletos Loopgala- Race 4 in Wageningen - 16.44,26
- 2007: 5e NK in Amsterdam - 17.30,62
- 2010:  Tartletos Loopgala in Wageningen - 17.24,49

### 10.000 m
- 2005:  NK in Drunen - 36.12,71
- 2007:  NK in Utrecht - 34.24,20
- 2012:  NK te Emmeloord - 36.21,71

### 5 km
- 2005: 5e Marikenloop - 17.21
- 2005: 4e Pieter Keij Memorial in Dodewaard - 17.02
- 2006: 4e Marikenloop - 17.35
- 2014: 4e Zandvoort Circuit Run - 18.43
- 2016: 11e Marikenloop - 17.56

### 10 km
- 2002: 4e Sint Bavoloop in Rijsbergen - 37.32
- 2003:  Houtwijk Christmas Run in Dronten - 37.58
- 2004:  Klap tot Klaploop in Stadskanaal - 35.48
- 2004:  Marikenloop - 36.50
- 2005: 17e Groet Uit Schoorl Run - 37.24
- 2005:  Hardenberg City Run - 35.30
- 2005: 13e Fortis Loopfestijn Voorthuizen - 35.42
- 2005: 8e Stadsloop Appingedam - 36.20
- 2006: 10e Groet Uit Schoorl Run - 35.18
- 2006:  Singelloop in Hollandscheveld - 36.56
- 2006: 4e SevenaerRun - 35.22
- 2006:  Wiezoloop in Wierden - 35.47,7
- 2006:  Linschotenloop - 36.11
- 2006: 15e Tilburg Ten Miles - 36.34
- 2007: 8e Parelloop - 36.26
- 2010:  Alpener Sparkassen-Stadtlauf - 36.26
- 2010: 4e De Meierijloop in Vught - 38.52
- 2012:  Vrieling Hardenberg City Run - 36.41
- 2015:  Marikenloop - 37.52

### 15 km
- 2003:  Posbankloop in Velp - 57.16
- 2003: 14e Zevenheuvelenloop - 55.24,0
- 2005: 10e Zevenheuvelenloop (3e Ned.) - 53.51
- 2010:  Posbankloop in Velp - 57.16
- 2012: 5e Posbankloop in Velp - 58.35

### 10 EM
- 2016:  Mini-Marathon in Apeldoorn - 59.46
- 2017:  Mini-Marathon in Apeldoorn - 1:00.55

### halve marathon
- 2001:  halve marathon van Hierden - 1:24.59
- 2002:  halve marathon van Veenendaal - 1:31.21
- 2005:  halve marathon van Hattem - 1:22.44
- 2006:  halve marathon van Eindhoven - 1:17.28
- 2007: 15e halve marathon van Egmond - 1:23.31
- 2010:  halve marathon van Doetinchem - 1:25.25
- 2010:  halve marathon van Doetinchem - 1:25.25
- 2011:  Groet Uit Schoorl Run - 1:24.26
- 2011: 4e halve marathon van Sint Anthonis - 1:37.07
- 2011:  halve marathon van Eindhoven - 1:22.49
- 2012: 14e NK in Venlo - 1:21.25 (22e overall)
- 2012:  halve marathon van Utrecht - 1:21.55
- 2012: 22e halve marathon van Egmond - 1:21.25
- 2012: 5e halve marathon van Dronten - 1:21.53
- 2013: 14e City-Pier-City Loop - 1:20.00
- 2016: 9e Venloop - 1:17.42
- 2016: 8e Bredase Singelloop - 1:19.08
- 2017: 14e halve marathon van Egmond - 1:20.50
- 2017: 9e Venloop - 1:17.46 (1e V35)
- 2018: 13e halve marathon van Egmond - 1:20.48 (1e V35)

### marathon
- 2011:  marathon van Utrecht - 2:56.22

### overige afstanden
- 2002: 9e 4 Mijl van Groningen - 23.39

### veldlopen
- 2001: 9e NK in Kerkrade - 30.00
- 2002: 15e NK in Amersfoort - 34.38
- 2003: 6e NK in Harderwijk - 27.42
- 2003: 25e Warandeloop - 23.13
- 2004: 12e NK in Holten - 23.15
- 2008: 8e NK in Rijen - 26.17

- International Standard Name Identifier: 0000 0004 5284 8329
- Nederlandse Thesaurus van Auteursnamen: 386017034
- Virtual International Authority File: 317290813